# Petro Mikolajovics Szimonenko
Petro Mikolajovics Szimonenko (ukránul: Петро Миколайович Симоненко; Doneck, 1952. augusztus 1.) ukrán politikus, az Ukrán Kommunista Párt első titkára, a párt parlamenti frakciójának vezetője az ukrán Legfelsőbb Tanácsban.

## Mozgalmi múltja
1952. augusztus 1-jén született Doneckben munkáscsaládban. Ukrán nemzetiségű. 1974-ben fejezte be kitüntetéssel a Donecki Műszaki Főiskolát. 1974–1975 között konstruktőrként dolgozott a Dondnyeprugolmas tervezőintézetnél, majd 1975-től ugyanott komszomol-munkát végzett. 1982–1988 között az Ukrán Komszomol KB titkára. Ifjúsági mozgalmi karrierjét pártvonalon folytatta, 1974-től az SZKP tagja. A Mariupoli városi pártbizottság titkára, majd az Ukrán Kommunista Párt donecki területi bizottságának másodtitkára, később titkára.

## Politikai karrierje
1991-ben elvégezte a kijevi Politológiai és Szociális Menedzsment Főiskolát és politológusi végzettséget szerzett. Az SZKP betiltása után két évig az Ukruglemas vállalat igazgató-helyetteseként dolgozott. Az újjáalakított Ukrán Kommunista Párt (KPU – Komunyiszticsna partyija Ukrajini / Комуністична партія України) 1993. júniusi kongresszusán elsőtitkárául választja. 1994 óta az ukrán Legfelsőbb Tanács (parlament) tagja, az Ukrán Kommunista Párt parlamenti frakciójának vezetője, az Európa Tanács ukrán állandó delegációjának tagja. 1994–1996 között a parlament Alkotmányügyi Bizottságának a tagja volt.
Szimonenko 1999-ben és 2004-ben is indult az ukrán elnökválasztáson. 1999-ben az első fordulóban 22,24%-ot kapott, majd a második fordulóban alulmaradt Leonyid Kucsmával szemben, ahol 37,8%-ot, míg Kucsma 56,8%-ot kapott.
A kommunisták támogatottsága jelentősen visszaesett Ukrajnában, így a 2004-es elnökválasztáson a mindössze 4,97%-os eredménnyel a negyedik helyen végzett és nem került be a második fordulóba. A 2010-es ukrajnai elnökválasztás első fordulójában a szavazatok 2,2%-ával a hatodik helyen végzett, így ezúttal sem jutott be az elnökválasztás második fordulójába.

## Külső hivatkozások
- Az Ukrán Kommunista Párt honlapja[halott link]